# Nattvindens Gråt
Nattvindens Gråt (рус. Плач ночного ветра) — распавшаяся финская группа, известная в основном тем, что её участники впоследствии стали известными в других группах (Nightwish и Finntroll). Основатель группы Теему Каутонен создал Nattvindens Gråt как побочный проект группы Darkwoods My Betrothed. В 2002 году, уже после распада группы, Каутонен реформировал её под именем Nattvind с другими музыкантами и записал в этом составе один альбом.

## Состав

### Участники
- Теро Лейнонен — ударные
- Юсси Копонен — гитара
- Туомас Холопайнен — клавишные
- Сами Вянскя — бас-гитара

### Сессионные участники
- Тапио Вильска — вокал
- Паси Канккунен — вокал

### Бывшие участники
- Теему Каутонен — гитара, вокал на демоальбоме

## Дискография
- Dar Svanar Flyger (1995) — демо
- A Bard’s Tale (1995) — полноформатный альбом
- Chaos Without Theory (1997) — полноформатный альбом